# قياس خط النقل
قياس خط النقل أو قياس طول التحويل هي تقنية مستخدمة في فيزياء أشباه الموصلات والهندسة لحساب مقاومة التلامس بين المعدن وأشباه الموصلات. الطريقة تتضمن إحداث سلسلة من التلامس بين المعدن وشبه الموصل متباعدة بمسافات مختلفة.

## مبدأ الطريقة
يتم توصيل المستشعرات بأزواج متلامسة ، ثم يقاس المقاومة بينهما عن طريق تطبيق جهد كهربائي عبر الأزواج المتلامسة وقياس التيار الناتج. يتدفق التيار من المستشعر الأول إلى تلامس المعدن عبر وصلة شبه الموصل-المعدن، من خلال صفيحة شبه الموصل وعبر وصلة شبه الموصل-المعدن مرة أخرى (إلا ان هذه المرة في الاتجاه الآخر) ، إلى الجهة المتلامسة الثانية، ومن بعدها في المستشعر الثاني وعبر الدارة الكهربائية الخارجية ليتم قياسها بواسطة مقياس التيار الكهربائي . المقاومة المقاسة عبارة عن مجموعة خطية (مجموع) لمقاومة التلامس للجهة المتلامسة الأولى، ومقاومة التلامس للجهة المتلامسة الثانية، ومقاومة الصفيحة لشبه الموصل ما بين الجهات المتلامسة.
عندما يتم إجراء مثلا هذه القياسات العديدة بين الأزواج المتلامسة المتباعدة بمسافات مختلفة، يتم تحصيل رسم بياني ما بين المقاومة ومسافة التباعد بين التلامس. مما يمكن من التعبير عن مسافة التباعد بين التلامس بدلالة النسبة L/W حيث L تعبر عن طول المساحة بين الأزواج المتلامسة و W عن عرض المساحة. رسم بياني كهذا يجب ان يكون خطياً و ميله يمثل قيمة مقاومة الصفيحة، وتقاطعه مع محور الصادات يساوي ضعف مقاومة التلامس.

## مزيد من القراءة
- Gary Tuttle, Dept. of Electrical and Computer Engineering, Iowa State University. "Contact resistance and TLM measurements" (PDF). مؤرشف من الأصل (PDF) في 2018-10-24.{{استشهاد ويب}}:  صيانة الاستشهاد: أسماء متعددة: قائمة المؤلفين (link)